# Nikołaj Makarow (konstruktor)
Nikołaj Fiedorowicz Makarow (Николай Федорович Макаров (ur. 9 maja?/22 maja 1914 w Sasowie, zm. 14 maja 1988 w Tule) – Rosjanin, radziecki inżynier i konstruktor broni strzeleckiej.

## Życiorys
Urodził się w mieście Sasowo, w ówczesnej Guberni Riazańskiej, w rodzinie mechanika kolejowego 22 maja 1914 (9 maja w kalendarzu juliańskim). Po skończeniu szkoły zawodowej pracował jako ślusarz w parowozowni. Wykształcenie uzupełnił na specjalnych fakultetach robotniczych i w latach 1936–1941 studiował w Tulskim Instytucie Mechanicznym.
Po napaści III Rzeszy na ZSRR w czerwcu 1941 roku Makarowa odwołano z praktyki zawodowej, odbywanej przed obroną dyplomu i zaocznie przyznano mu uprawnienia inżyniera. Skierowano go do Zagorska, do fabryki produkującej pistolety maszynowe Szpagina (popularne „pepesze”).

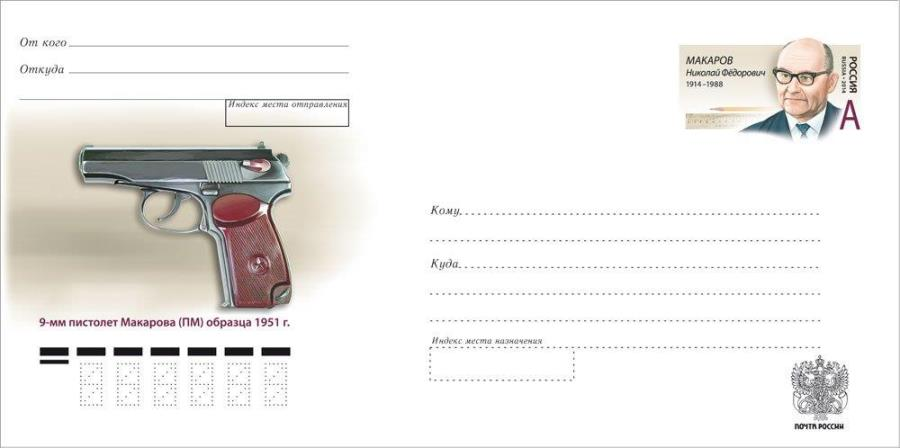
Pistolet PM i Nikołaj Makarow na rosyjskiej kartce pocztowej

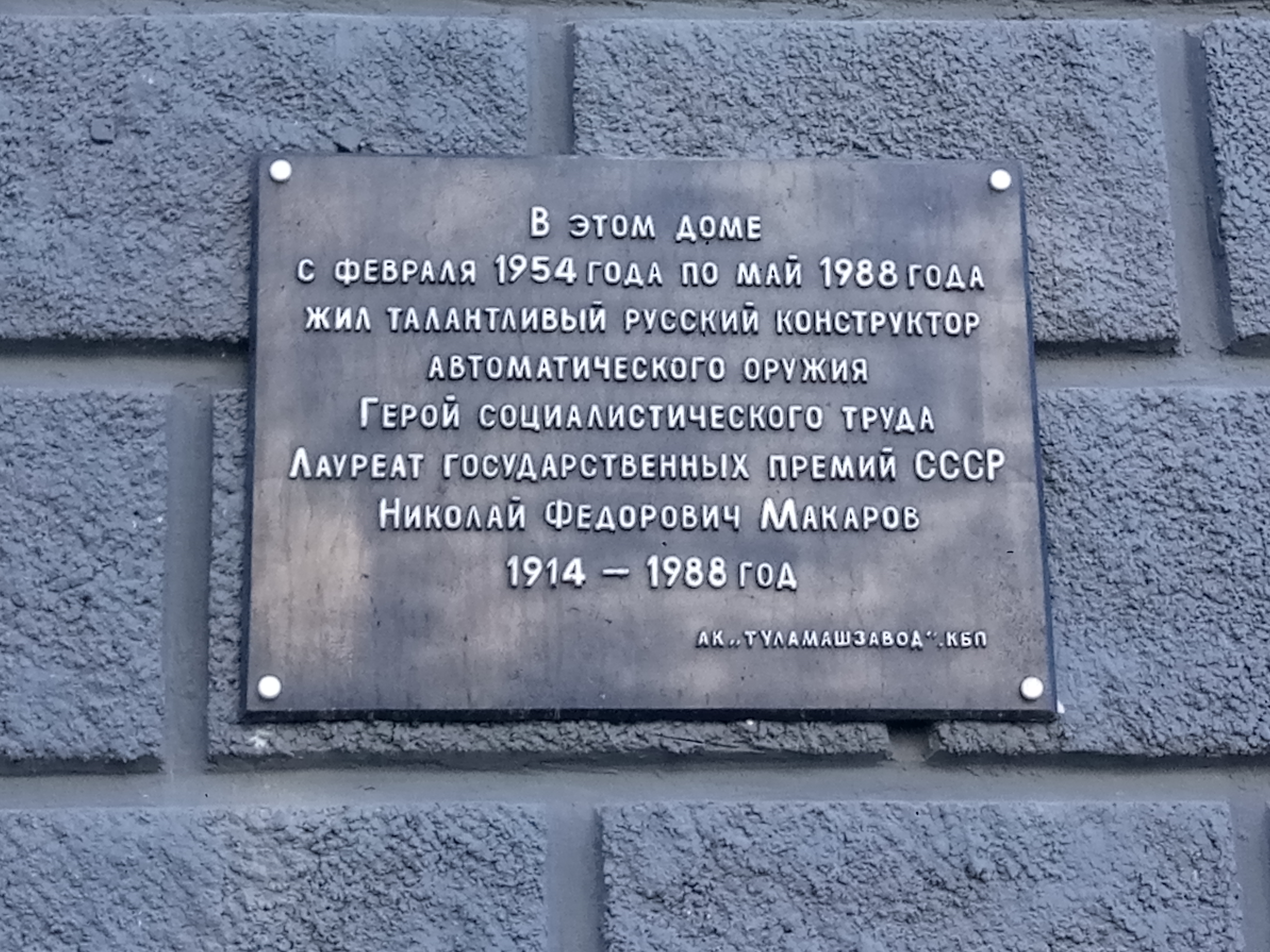
Tablica pamiątkowa na domu w Tule, w którym Makarow mieszkał w latach 1954–1988

Rozpędzona machina wojenna wymagała każdej ilości broni, a to – dużej intensywności produkcji. Talent Nikołaja Makarowa został dostrzeżony przez Szpagina, po czym szybko awansował on od nadzoru produkcji do stanowiska konstruktora wiodącego zakładu. W 1944 roku w końcu formalnie zakończył naukę w Tulskim Instytucie, otrzymując dyplom inżyniera z wyróżnieniem.
W 1945 roku Makarow wziął udział w konkursie na nową broń osobistą dla oficerów wojska i służb państwowych – następcę pistoletu TT (F.W. Tokariew, „ojciec” TT, także wystartował w tym konkursie). Nowa konstrukcja miała mieć mniejsze gabaryty i wagę od „tetetki”, mieć też lepszą od niej celność i być bardziej niezawodną w walce. Do wyboru dano konstruktorom nabój 7,62 mm (taki jak w TT) oraz nowy nabój 9 × 18 mm ze zmniejszoną ilością prochu w łusce, skonstruowany przez W.W. Siemina. Makarow przygotował w 1947 roku dwa projekty: TKB-412 z nabojem 7,62 mm i TKB-429 kalibru 9 mm, wzorowane na niemieckim pistolecie Walther PP. Projekt na nabój 9 mm zwyciężył w konkursie i po trwających od 1949 roku intensywnych testach serii doświadczalnej, od 1951 roku wszedł na uzbrojenie Armii Radzieckiej jako przepisowy pistolet pod oznaczeniem PM (Pistolet Makarowa) – ПМ (Пистолет Макарова). Przez kolejne 50 lat wyprodukowano w ZSRR ponad 5 milionów tych pistoletów.
Drugim znanym projektem Makarowa było skonstruowane wspólnie z N. Afanasjewem działko lotnicze kaliber 23 mm AM-23 (Afanasjewa-Makarowa 23 mm), używane od 1953 w wielu typach radzieckich bombowców i samolotów transportowych (m.in. transportowe An-12 i Ił-76, strategiczny bombowiec Tu-95). W późniejszych latach Makarow m.in. kierował pracami nad przeciwpancernymi zestawami rakietowymi 9M111 Fagot i 9M113 Konkurs. Na koncie Makarowa znajduje się 36 patentów z zakresu konstrukcji broni.
Został odznaczony m.in. Złotym Medalem „Sierp i Młot” Bohatera Pracy Socjalistycznej (19 kwietnia 1974), dwukrotnie Orderem Lenina oraz Orderem Czerwonego Sztandaru Pracy. Laureat Nagrody Stalinowskiej (1952) i Nagrody Państwowej ZSRR (1967).
W 1974 przeszedł na emeryturę. Zmarł 14 maja 1988, w wieku 74 lat, po ciężkiej chorobie.